# Laborem Exercens
Laborem exercens és una encíclica escrita per Joan Pau II el 1981 per resumir la posició oficial de l'església catòlica davant la qüestió social (les diferències de clase). Critica el socialisme, que només accepta el treball col·lectiu i treu dignitat a l'home, i al liberalisme, on l'ésser humà és una mercaderia més. Davant d'aquests extrems, proposa un treball tenyit d'espiritual, que faci créixer la persona. Posa l'exemple de Jesús, fuster de professió, i esmenta possibles conclictes sorgits de la modernitat, com el paper dels sindicats. L'home que treballa contribueix a fer progressar el món, continuant la Creació divina i amb el seu esforç imita el patiment de Crist a la creu, dos motius per santificat el treball.